# タラーン郡
タラーン郡（タラーンぐん）はタイ南部・プーケット県にある郡（アムプー）の一つ。

## 名称
タラーンはプーケットのマレー語における旧称、タンジュン・サラン（Tanjung Salang）を短縮したものである。この名称は現在でも一部でプーケットの愛称として使われることもある。

## 歴史
タラーンは元々プーケット島における中心地であった。また、1875年～1876年に起こったビルマの侵攻で活躍した、ターオ・テープカサットリーとターオ・シースントーンの出身地であり、郡内には銅像が建てられている。
1898年ムアンタラーン郡として現在の郡が成立した。しかし、ムアンの語が県庁所在地を連想させることから1938年、タラーン郡に改称された。

## 地理
タラーン郡はプーケット島の北半分を有する。郡内にはシリナート、ハート・マイカーオ、パー・プラテーオなどの3つの国立公園が位置する。東岸部の島嶼部では真珠の養殖も行われている。

## 経済
西岸部では主にビーチを利用した観光産業、東岸部の島嶼部では真珠などの養殖も盛ん。またテープカサットリー橋とサーラシン橋でパンガー県と結ばれており、またプーケット国際空港などもありプーケット島の交通の中心でもある。

## 行政区分
タラーン郡は6のタムボンに分かれ、その下位に46の村がある。郡内には自治体（テーサバーン）が設置されており以下のようになっている。
- テーサバーンタムボン・テープカサット・・・タムボン・テープカサット
- テーサバーンタムボン・チューンタレー・・・タムボン・チューンタレー

| 1. タムボン・テープカサットリー・・・ตำบลเทพกระษัตรี 2. タムボン・シースントーン・・・ตำบลศรีสุนทร 3. タムボン・チューンタレー・・・ตำบลเชิงทะเล 4. タムボン・パークローク・・・ตำบลป่าคลอก 5. タムボン・マイカーオ・・・ตำบลไม้ขาว 6. タムボン・サークー・・・ตำบลสาคู | タムボン |